# 羅德里格斯夜鷺
羅德里格斯夜鷺是馬斯克林群島羅德里格斯已滅絕的夜鷺。
羅德里格斯夜鷺只有一些亞化石，並分別由弗朗索瓦·盧古阿於1708年及朱利安·塔福雷（Julien Tafforet）於1726年描述。牠們的外觀像鷺鷥，大小如肥胖的小雞或細小的白鷺。牠們主要是生活在陸地上的，只會受到威脅時才會飛走。牠們的蛋似乎是綠色的。牠們主要是吃壁虎，尤其是日壁虎。從化石分析得知牠們的喙非常強壯，而且逐步演化成不能飛。

## 滅絕
羅德里格斯夜鷺似乎是於18世紀中期因獵殺而滅絕。

## 外部連結
- Encyclopædia Mauritiana article